# Rochester, Kentucky
Rochester är en ort i Butler County i Kentucky i USA. År 2010 hade orten 152 invånare. Den har enligt United States Census Bureau en area på 1,2 km².